# Centro Internazionale di Studi sull'Economia Turistica
Il Centro Internazionale di studi sull'economia turistica (CISET) è un'associazione nata nel 1991 che svolge attività di ricerca, studio, informazione e formazione sui temi e i problemi del turismo in tutte le sue dimensioni internazionali, nazionali, regionali e locali, italiane e straniere, con particolare riferimento agli aspetti economici. Tali attività possono riguardare ambiti di studio affini come trasporti, ambiente e ogni ulteriore tematica connessa al mondo del turismo. Ha sede a palazzo san Paolo a Treviso, presso campus dell'università Ca' Foscari.

## Storia
Il Centro internazionale di studi sull'economia turistica nasce nel 1991 dall'unione di università Ca’ Foscari Venezia, Regione del Veneto e Touring Club Italiano intorno ad un progetto innovativo.
La forte sinergia tra l’attività di ricerca e consulenza, condotta in esclusiva o in collaborazione con partner nazionali e internazionali, e l’attività di formazione universitaria e manageriale, permette al Centro di fornire all'industria turistica, alle amministrazioni locali e ai futuri operatori turistici gli strumenti per affrontare in maniera innovativa e performante il mercato.
È socio fondatore di INRouTe, rete internazionale di esperti per la misurazione e l'analisi economica delle attività turistiche a livello regionale e locale, membro di UNWTO (agenzia specializzata delle Nazioni Unite che si occupa del coordinamento delle politiche turistiche e promuove lo sviluppo di un turismo responsabile e sostenibile),  AIEST (associazione internazionale di esperti scientifici nel turismo), IFITT (la comunità globale indipendente per la discussione, lo scambio e lo sviluppo di conoscenze sull'uso e l'impatto delle nuove tecnologie nel settore dei viaggi e del turismo) e membro del gruppo di esperti della commissione europea per  ETIS (sistema di gestione, monitoraggio e informazione per le destinazioni turistiche che vogliono intraprendere un percorso di sostenibilità per la pianificazione turistica).
Da novembre 2018 ha sede a palazzo san Paolo a Treviso, presso il campus dell'università Ca' Foscari. A partire dalla sua fondazione fino al trasferimento a palazzo san Paolo la sede è stata presso villa Mocenigo, a Oriago di Mira in provincia di Venezia.

## Master in economia e gestione del turismo

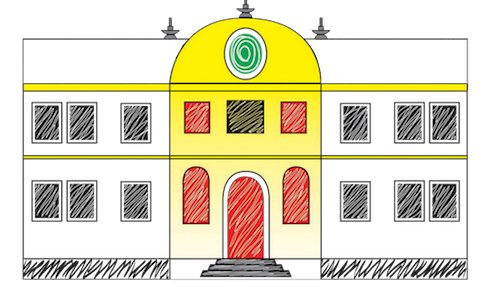
Logo del Master in Economia e Gestione del Turismo di Ciset

Nato nel 1993 e realizzato dal dipartimento di management di Ca'Foscari in collaborazione con il CISET, è master universitario dal 2003. Gli attributi principali del corso sono:
- sviluppo delle capacità individuali e della professionalità: gli studenti intraprendono un percorso di formazione post laurea di alto livello ed un cammino di orientamento alla carriera che è un'esperienza stimolante e coinvolgente sia dal punto di vista della crescita personale che dei rapporti interpersonali;
- formazione manageriale completa: il programma fornisce competenze gestionali, di organizzazione e coordinamento di aziende, private e pubbliche, e di progetti di pianificazione e sviluppo territoriale;
- collegamento con il mondo del lavoro: il contatto in aula con i testimoni aziendali, lo sviluppo di progetti su casi di studio, i colloqui e lo stage consentono agli allievi di iniziare a costruire, o indirizzare, il proprio percorso di carriera;
- prospettiva internazionale: caratteristica del corso è l'intervento di numerosi docenti delle più prestigiose università estere, la presenza di allievi provenienti da altri Paesi e la possibilità di effettuare all'estero il periodo di stage e presenza di un accordo di doppio diploma con l’Università di Vilnius;
- attenzione all'innovazione, in particolar modo all'utilizzo delle ICT nel settore turistico;
- orientamento alla valorizzazione di risorse culturali e ambientali e di destinazioni: il corso mantiene una costante attenzione ai temi dello sviluppo sistemico e sostenibile, con focus sulle dimensioni sociali e geografiche del turismo, elementi sempre più essenziali;
- collegamento con l'attività di ricerca che consente il costante aggiornamento e attenzione ai nuovi orientamenti nel settore.

L'approccio didattico prevede lezioni frontali e interattive, testimonianze aziendali, project work, attività in team, case-studies, live projects. Il periodo di apprendimento in sede è seguito da un'esperienza di stage presso le principali aziende private e pubbliche del settore che completa l'esperienza formativa del master.
Il Master è stato creato con l'obiettivo di far crescere una classe manageriale per il turismo e risulta avere un  placement del 98% a un anno dal diploma]

## Presidenti
- Agostino Cortesi

## Direttori
- Mara Manente